# Melinești
Melinești è un comune della Romania di 4116 abitanti, ubicato nel distretto di Dolj, nella regione storica dell'Oltenia.
Il comune è formato dall'unione di 13 villaggi: Bodăiești, Bodăieștii de Sus, Godeni, Melinești, Muierușu, Negoiești, Odoleni, Ohaba, Ploștina, Popești, Spineni, Valea Mare, Valea Muierii de Jos.